# Amtsgericht Rohrbach
Das Amtsgericht Rohrbach war ein deutsches Amtsgericht mit Sitz in Rohrbach in den Jahren 1879 bis 1918.

## Geschichte
Rohrbach war Sitz eines französischen Friedensgerichts. Nach der Abtretung Elsass-Lothringens im Frieden von Frankfurt an das Deutsche Reich 1871 wurde die Gerichtsstruktur mit dem Gesetz, betreffend Abänderung der Gerichtsverfassung vom 14. Juli 1871 und der Ausführungsbestimmung hierzu vom gleichen Tag neu geregelt. Dabei wurden die Friedensgerichte beibehalten. Durch Verordnung des Reichskanzlers vom 7. August 1871 wurde das Friedensgericht Wolmünster aufgehoben und sein Sprengel zwischen den Friedensgerichten Bitsch und Rohrbach aufgeteilt.
Im Rahmen der Reichsjustizgesetze wurden 1879 die Friedensgerichte im Reichsland Elsass-Lothringen aufgehoben und Amtsgerichte gebildet. Das Amtsgericht Rohrbach war dem Landgericht Saargemünd nachgeordnet.
Am Gericht bestand 1880 eine Richterstelle. Das Amtsgericht war ein kleines Amtsgericht im Landgerichtsbezirk.
Der Gerichtsbezirk umfasste 1895 den Kanton Rohrbach und fünf Gemeinden des Kantons Volmünster mit 229 Quadratkilometern und 15.537 Einwohnern und 20 Gemeinden.
Mit der Verordnung über den Sitz und die Bezirke der Amtsgerichte vom 3. April 1909 gingen die Gemeinden Lambach und Siersthal aus dem Sprengel des Amtsgerichts Rohrbach in den Sprengel des Amtsgerichts Bitsch über. Gleichzeitig ging die Gemeinde Kalhausen aus dem Sprengel des Amtsgerichts Rohrbach in den Sprengel des Amtsgerichts Saargemünd über.
Nach der Abtretung Elsass-Lothringens an Frankreich nach dem Ersten Weltkrieg wurde das Amtsgericht Rohrbach als „Tribunal cantonal Rohrbach-lès-Bitche“ weitergeführt. Im Zweiten Weltkrieg wurde 1940 von der deutschen Besatzungsmacht die vorgefundene Gerichtsstruktur unter Verwendung deutscher Ortsnamen und Behördenbezeichnungen, hier also wieder als Amtsgericht Rohrbach, fortgeführt.